# TTQ
La triptòfan triptofilquinona (TTQ, per abreujar) és un cofactor (que pot considerar-se un coenzim, pel fet de ser una molècula orgànica) que prové de la modificació post-traduccional de dos triptòfans residuals de la metilamina deshidrogenasa (MADH). La TTQ participa en la reacció de desaminació oxidativa de la metilamina (que esdevé formaldehid i amoníac) catalitzada per l'enzim MADH, del qual n’és l'apoenzim.
{\displaystyle {\ce {R{-}CH2-NH2 {+}H2O {+}Acceptor ->[{metilaminadeshidrogenasa}][{TTQ}] R{-}CHO {+}NH3 {+}{Acceptor}[{reduït}]}}}
| Triptòfan triptofilquinona | Triptòfan triptofilquinona                                                                        |
| -------------------------- | ------------------------------------------------------------------------------------------------- |
| NOMENCLATURA               |                                                                                                   |
| Nom IUPAC                  | 2-amino-3-[2-[2-amino-3-(2-carboxietil)-6,7-dioxo-1H-indolè-4-il]-1H-indolè-3-il]àcid propanoic   |
| Altres noms                | - Triptòfan triptofilquinona - Triptòfan-triptòfan quinona - 4-(2-triptofil)triptòfan-6, 7-diona. |
| Abreviatura                | TTQ                                                                                               |
| PROPIETATS                 |                                                                                                   |
| Complexitat                | 844                                                                                               |
| Càrrega neta               | 0                                                                                                 |
| Número d'àtoms pesats      | 32                                                                                                |

Les primeres mencions del coenzim TTQ daten dels anys noranta. No obstant, no va ser fins a l'any 2008 que va convertir-se en el centre d'un estudi bioquímic. A partir d'aquí s'han realitzat nombroses investigacions per determinar-ne les característiques, sobretot relacionades amb la seva biosíntesi. Sobre aquest aspecte s'ha descobert que la biosíntesi de la triptòfan triptofilquinona està regulada per l'enzim MauG. S'han definit nombroses mutacions en el gen que codifica la MauG i impedeixen la síntesi de TTQ, cosa que impedeix el bon funcionament de la metilamina deshidrogenasa, tot i que no s'ha pogut relacionar amb cap patologia, ja que les proves han estat relacionades amb bacteris.

## Estructura

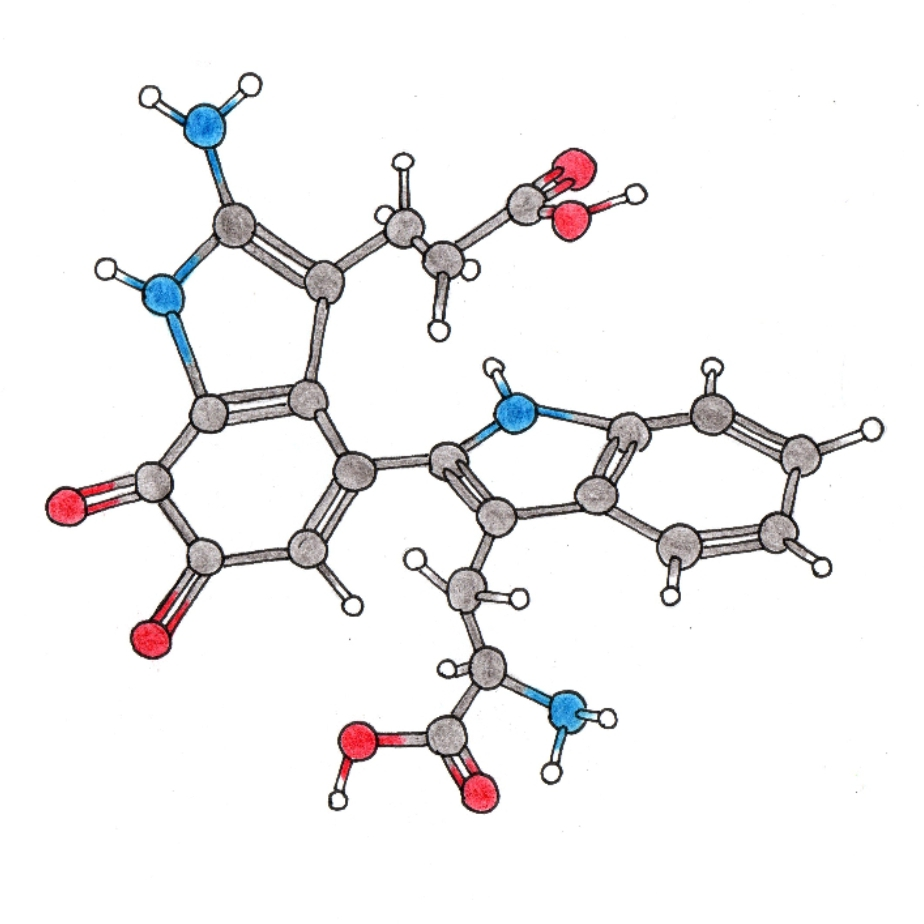
Estructura de la molècula triptòfan triptofilquinona. Les dues subunitats de residus de triptòfan estan unides entre elles per un enllaç covalent. A més, una d'elles presenta dos grups carbonils addicionals.

Tal com indica la fórmula química de la TTQ, la molècula està formada per 22 àtoms de carboni, 20 àtoms d’hidrogen, 4 àtoms de nitrogen i 6 àtoms d’oxigen. Aquesta molècula té una massa molar de 436,422 g/mol. La triptòfan triptofilquinona deriva de dos residus del triptòfan anomenats βTrp57 i βTrp108.
El triptòfan és un aminoàcid essencial que està inclòs en el codi genètic dels humans. Forma part del grup d’aminoàcids apolars o hidròfobs. La principal característica estructural del triptòfan és que presenta un grup indole (que és un compost orgànic heterocíclic format per un benzè i un pirrole) en la seva cadena lateral i com la resta d’aminoàcids, també està compost per un grup amino (-NH₃) i un grup carboxil (-COOH).
Els dos residus del triptòfan que formen la molècula de TTQ s’uneixen de manera covalent. A més, s’afegeixen dos oxígens al grup indole del triptòfan 57 β formant dos nous grups carbonil.

## Classificació
La TTQ és un cofactor, és a dir, un component de massa molecular baixa que s’uneix a un apoenzim per tal que el complex enzimàtic pugui exercir la seva funció. En aquest cas, és el cofactor de la metilamina deshidrogenasa (MADH). Dins del grup dels cofactors, es tracta d’un grup prostètic, ja que s’uneix al MADH de manera covalent (unió forta).
La metilamina deshidrogenasa forma part del grup d’enzims de les oxidoreductases, que catalitzen reaccions d’oxidació i de reducció, dit d’una altra manera, de transferència d’hidrògens o d’electrons d’un substrat a un altre. Dins d’aquest grup, forma part del subgrup de les deshidrogenases, que es caracteritzen per la capacitat d’afegir o treure àtoms d’hidrogen d’un substrat.

## Biosíntesi
La TTQ es forma quan dos triptòfans (βTrp57 i βTrp108), localitzats al centre actiu de l'enzim MADH, pateixen una modificació postraduccional consistent en una oxidació de sis electrons, per la qual és necessària la incorporació de dos àtoms d’oxigen a l’anell indole del βTrp57 i la formació d’un enllaç covalent entre els anells indole de βTrp57 i βTrp108. El resultat és un quinol que s’ha d’oxidar per poder convertir-se en TTQ.
A diferència d'altres cofactors d’origen similar, com ara la TPQ o la LTQ, la biosíntesi de TTQ requereix l’acció d’almenys un enzim: el MauG, sobre el qual s’ha constatat que catalitza la modificació postraduccional que genera TTQ, per mitjà d’un mecanisme a distància de catàlisi basat en la transferència electrònica de llarg abast. En concret, el MauG catalitza tres reaccions, cada una de les quals es correspon amb un procés d’oxidació de dos electrons fent ús d’O₂ o H₂O₂, esdevenint en el procés d’oxidació de sis electrons esmentat.
El MauG és un citocrom de tipus c amb dos grups hemo de potencials de reducció similars i amb característiques físiques i catalítiques molt poc comunes; tant és així, que els grups hemo, en comptes de reduir-se i oxidar-se de forma seqüencial, ho fan simultàniament, ja que entre ells s’estableix una relació de cooperativitat redox negativa i, concretament, entre els Fe(IV) presents a cadascun i amb configuracions diferents. El mecanisme de reacció per tal d’impulsar l’oxigenació i la formació de l'enllaç covalent necessàries per a la síntesi de TTQ, no podria dur-se a terme sense la presència de Fe(IV). Aquestes característiques i la fàcil transferència d'electrons entre els grups hemo mitjançada per Trp93 han portat a la conclusió que aquests grups no actuen de forma independent, sinó com un únic cofactor redox.
A més, la catàlisi no suposa en cap moment l'entrada en contacte de forma directa entre el substrat proteic i els grups hemo del MauG, precisament perquè la reacció té lloc gràcies a un mecanisme de transferència electrònica de llarg abast, en què els residus de triptòfan de MauG s’oxiden de manera reversible, en processos paral·lels a reaccions mitjançades per radicals i també necessàries per a la biosíntesi de TTQ.
En relació als dos àtoms d’oxigen que s’han d’unir a l’anell indole de βTrp57, s'ha comprovat que són incorporats en etapes diferents en estudis recents. El primer s’insereix mitjançant una hidroxilació en el carboni 7, constituint l'espècie coneguda com a preMADH. Aquesta espècie és el substrat del MauG, que afegirà el segon oxigen al carboni 6 i posteriorment derivarà en la constitució de la forma activa de MADH.

## Mecanismes d'acció
La TTQ actua com a cofactor de l'enzim MADH. No es tracta d’un metall, sinó d’un derivat de proteïna, format per modificacions post-traduccionals d'un o més aminoàcids residuals. La TTQ funciona en el centre actiu catalitzador de l’enzim.

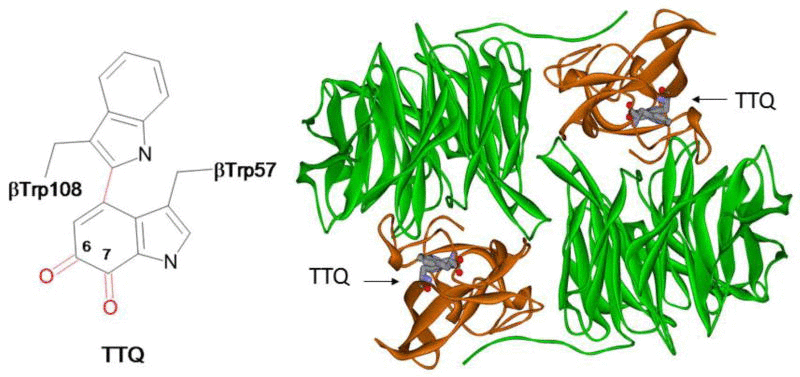
Estructura de la triptòfan triptofilquinona i la seva situació dins de MADH.

La funció del MADH és catalitzar la desaminació oxidativa de la metilamina (amina primària) a formaldehid i amoníac, per fer-ho, es transfereixen dos electrons del substrat a l'amicianina (una proteïna de baix pes molecular que intervé en les cadenes de transport d’electrons d’alguns bacteris). Perquè aquesta catàlisi es dugui a terme, el cofactor TTQ ha d’estar al centre actiu de l'enzim MADH i donar lloc a la transferència d’electrons a l'amicianina. Per tant, és fonamental per a la reacció redox que es duu a terme en aquest enzim. D’aquesta manera, la metilamina servirà com a font d’energia, carboni i nitrogen a l'organisme bacterià.
La TTQ s’uneix a l’enzim en les dues subunitats diferenciades que té, ja que l'enzim és un dímer, concretament un heterodímer (perquè aquestes parts són diferents entre elles), consta de 4 parts : 2 subunitats α de 45kDa (Da= dalton, que és una unitat de massa atòmica, igual a un dotzè de la massa de l’isòtop de carboni 12) i dos subunitats β de 14 kDa. La TTQ està unida al MADH a través d’un enllaç covalent que té com a residus dos radicals àcids amino.
Aquesta activitat catalítica es duu a terme en bacteris metilotròfics obligats (poden utilitzar compostos amb un sol àtom de carboni pel seu creixement, i en aquest cas, fins i tot metilamines i formaldehids), un exemple d'aquests serien els protobacteris, concretament algunes espècies de Paracoccus i Pseudomonas. Dins de la cèl·lula trobem el MADH i en conseqüència la TTQ en el periplasma.
El rang de pH òptim en que treballa l'enzim va de 7 fins a 9, en funció de quin organisme es tracti.

La seqüència de l'enzim MADH és:
```
 
10
 
20
 
30
 
40
 
50

MLGNFRFDDM
 
VEKLSRRVAG
 
RTSRRGAIGR
 
LGTVLAGAAL
 
VPLLPVDRRG
 

 
60
 
70
 
80
 
90
 
100

RVSRANAAGP
 
AEGVDPRAKW
 
QPQDNDIQAC
 
DYWRHCSIDG
 
NICDCSGGSL
 

 
110
 
120
 
130
 
140
 
150

TNCPPGTKLA
 
TASWVASCYN
 
PTDGQSYLIA
 
YRDCCGYNVS
 
GRCPCLNTEG
 

 
160
 
170
 
180
 

ELPVYRPEFA
 
NDIIWCFGAE
 
DDAMTYHCTI
 
SPIVGKAS

```